# Cernecina
Cernecina es una localidad española perteneciente al municipio de Pereruela, en la comarca de Sayago de la Zamora.

## Geografía
Su término pertenece a la histórica y tradicional comarca de Sayago. Junto con las localidades de Arcillo, Las Enillas, Malillos, Pueblica de Campeán, San Román de los Infantes, Sobradillo de Palomares, Pereruela, Sogo y La Tuda, conforma el municipio de Pereruela.
Actualmente es considerado como un barrio del vecino Malillos, situado a escasos dos kilómetros de distancia. Tan escasa entidad ha tenido que no ha dispuesto de servicios religiosos a excepción del día de la fiesta patronal, San Ildefonso, el 26 de mayo, día en el que se celebran los oficios en la humilde ermita del pueblo.

## Topónimo
Cernecina es nombrada en diversa documentación, sin variantes por Madoz en Sayago, como «La Cernezina» por Ensenada y Floridablanca, «La Sernecina» en documentación de la diócesis y tierra de Zamora o «La Sernazina» en documentos de finales del siglo XV. Se trata de un mero diminutivo toponímico, es decir, no alude a una serna pequeña sino a un predio llamado Serna como su vecino, pero de menor importancia. En ocasiones, estos diminutivos surgen de la escisión de una propiedad. En cuanto al valor semántico de serna, se trata del trozo selecto del terrazgo que se reservaba el señor para ser labrado a su beneficio por los vasallos. Dado su significado, es frecuente su uso como topónimo menor.

## Historia
En la Edad Media, Cernecina quedó integrado en el Reino de León, época en que habría sido repoblado por sus monarcas en el contexto de las repoblaciones llevadas a cabo en Sayago.
Posteriormente, en la Edad Moderna, Cernecina estuvo integrado en el partido de Sayago de la provincia de Zamora, tal y como reflejaba en 1773 Tomás López en Mapa de la Provincia de Zamora.
Así, al reestructurarse las provincias y crearse las actuales en 1833, la localidad se mantuvo en la provincia zamorana, dentro de la Región Leonesa, integrándose en 1834 en el partido judicial de Bermillo de Sayago, dependencia que se prolongó hasta 1983, cuando fue suprimido el mismo e integrado en el Partido Judicial de Zamora.

## Tradiciones
Los bailes en Cernecina se han celebrado tradicionalmente a los sones de la flauta de tres agujeros (también conocida como chifla o gaita charra) y el tamboril.

## Patrimonio
- Ermita de San Ildefonso.

## Fiestas
Cernecina celebra sus fiestas patronales por San Ildefonso, el 26 de mayo, día en el que se celebran los oficios en la humilde ermita del Santo.